# Chloroclystis aristias
Chloroclystis aristias är en fjärilsart som beskrevs av Edward Meyrick 1897. Chloroclystis aristias ingår i släktet Chloroclystis och familjen mätare. Inga underarter finns listade i Catalogue of Life.